# 禅とオートバイ修理技術
『禅とオートバイ修理技術―価値の探求』（ぜんとオートバイしゅうりぎじゅつ―かちのたんきゅう、英語: Zen and the Art of Motorcycle Maintenance: An Inquiry into Values）は、アメリカの作家・ロバート・M・パーシグが1974年に出版した哲学書である。
小さな大学の教授だったパーシグは、1961年に精神異常をきたし、精神病院へ収容され、脳に電極を刺しこんで電気ショックを与える手術を施された。この電気ショック療法によって、彼はそれ以前の記憶を失ってしまった。
彼は記憶をとりもどす方法を模索し、1968年に息子のクリス、友人のサザーランド夫妻と一緒にミネソタ州ミネアポリスからサンフランシスコまで、オートバイでツーリングに出ることにした。本書はその17日間の体験と、旅の中で重ねた思索について記述したものである。
出版されるまで、パーシグの原稿は121人の編集者から断られた。122人目は、この種の出版は金銭ずくではないと言い、規定上最低限の3000ドルの小切手を送ってきて、たぶんこれが最後の支払いになると伝えた。初版は全世界で27言語に訳され、500万部を記録した。その後も数十年にわたってベストセラーリストに掲載され、『禅とオートバイ修理技術』は、これまでで最も売れた哲学書となっている。

## 構造
パーシグは大学で、創作を教えていた。そして何が良い執筆を定義するのか、そして一般的に何が「良い」のか、または老子の説く「道」と同類のものと理解する「クオリティ」をどう定義するのかという問題に没頭していた。哲学的探究のストレスは最終的に、パーシグを狂気に追いこみ、彼は電気ショック療法によって記憶を喪失したのである。
意識を回復したパーシグは、記憶を失う以前の自分の人格を、プラトンの対話篇に現れる古代の哲人の名から「パイドロス」と名づける。そして現実の旅に出ることによって、パイドロスが辿ったはずの精神の旅路を再生できないかと考えた。そして彼はパイドロスを呼び出すために「シャトーカ」という方法を試みることにした。
シャトーカとは19世紀末から20世紀初めにかけてアメリカで流行した巡回式の集会で、野外に張られたテントに集まった観衆の前で演説家、楽師、芸人、説教者などが講演し、地域コミュニティに娯楽と文化を提供した。その仮想のシャトーカをツーリングのあいだ、ときどき実施しようというのである。さらに、旅を通してパイドロスが追求していた「クオリティ」という概念について考えようとした。以上のような前提で、パーシグはツーリングのあいだ思索を重ね、それを本書に仕上げていった。
ツーリングの記述は、シャトーカである哲学的議論でしばしば中断される。これには、認識論、哲学史、そして科学哲学などの話題が含まれる。これらの議論は、筆者の影であるパイドロスの物語によって繋ぎ合われている。
本の終わり近くに、語り手にとって危険であると提示されたパイドロスの強くて非正統的な性格が再び現れ始め、語り手は彼の過去と和解する。

## タイトル
一見不可解なこのタイトルは、今ここにいるということを志向した「ロマンチックな」感情的な世界認識と、支配的な「古典的」で合理的で分析的なカウンターカルチャーの 2 つの相反する文化を説明している。つまり、このタイトルは、1960 年代以来、ベトナム反戦運動の世代からアメリカ社会を引き裂いてきた 2 つの世界観の「二分法」のテーマを示唆している。つまり、「体制の反対者」と「体制側」の世界観である。著者はこの二分法を和解させたいと望んでいる。
パーシグはこの文化の衝突をオートバイのメンテナンスの例を使って説明している。バイクはロマン派が開拓地へ逃亡する際によく使用するものであるが、「古典的な考え方によって発明された」ものであり、これは両文化にとって明らかである。副題が示すように、彼はアメリカ社会、その明らかに相互排他的な価値観、態度、そして根底にある構造の文化分析に関心を持っている。

著者は予備的所見の中で、自分が「本質的に」事実に基づいているが、禅仏教とオートバイの手入れについては明確に除外しており、パーシグはそれらを説明のために象徴的にのみ使用していると説明している。 禅仏教の研究はロバート・M・パーシグにとって個人的に大きな意味を持っていた。小説では、病気の症状が再発した後、語り手は禅のバランスと調和の助けを借りて、人格の分裂を克服することができる。したがって、この個人的および社会的統合のアイデアが、この本の本当のテーマである。
このタイトルは、オイゲン・ヘリゲルの1948年の著書『Zen in the Art of Archery』を暗示したものである。

## バイク旅行の詳細
ニューヨーク・タイムズのエドワード・アビーによると、この小説は、パーシグが息子のクリスとともにホンダCB 77スーパーホークオートバイ (1966年製)でミネソタから北カリフォルニアまで1968年に行った旅を描いたフィクション化された自伝である。 父子は旅の最初の9日間、BMW R60/2に乗った友人のジョン・サザーランドとシルビア・サザーランドに同行し、モンタナ州で別れる。
小説ではルート選択について次のように説明されている。アスファルト舗装された地区道路が一番上にあり、その次に州道が続いている。我々は可能な限り高速道路を避ける。」 ローマ人の位置情報によると、オートバイの旅は合計 7 つの州を通る約 4,500 キロメートルにわたる。
- ミネソタ州:ミネアポリス→ブリッケンリッジ
- ノースダコタ州: エレンデール → ハーグ
- サウスダコタ州: ヘリード → モブリッジ → レモン → ボーマン

モンタナ州:ベイカー→マイルズシティ→ローレル→レッドロッジ→ クックシティ →イエローストーン国立公園→ガーディナー→ボーズマン→モンタナ州立大学→ミズーラ→ スリーフォークス → ビュート →アナコンダ→ フィリップスバーグ → ホール →ロロパス→ビリングス
- アイダホ州: ホワイト バード → リギンズ → ニュー メドウズ →ケンブリッジ→ ブラウンリー ダム
- オレゴン州: リッチランド →ベイカーシティ→ ユニティ → ディキシーパス →プレーリーシティ→ デイビル → ミッチェル →プラインビル→ベンド→ラ・パイン→クレーターレイク→アッパークラマス湖→メドフォード→グランツパス
- カリフォルニア:クレセントシティ→アーケータ→レジェット→ユカイア→ ホップランド →クローバーデール→ アスティ →サンタローザ→ペタルマ→ノヴァト→サンフランシスコ

2019年、ウェンディ・K・パーシグは2017年に亡くなった夫の復元されたストリートバイクをワシントンD.C.の国立アメリカ歴史博物館に展示するために寄贈した。

## 執筆

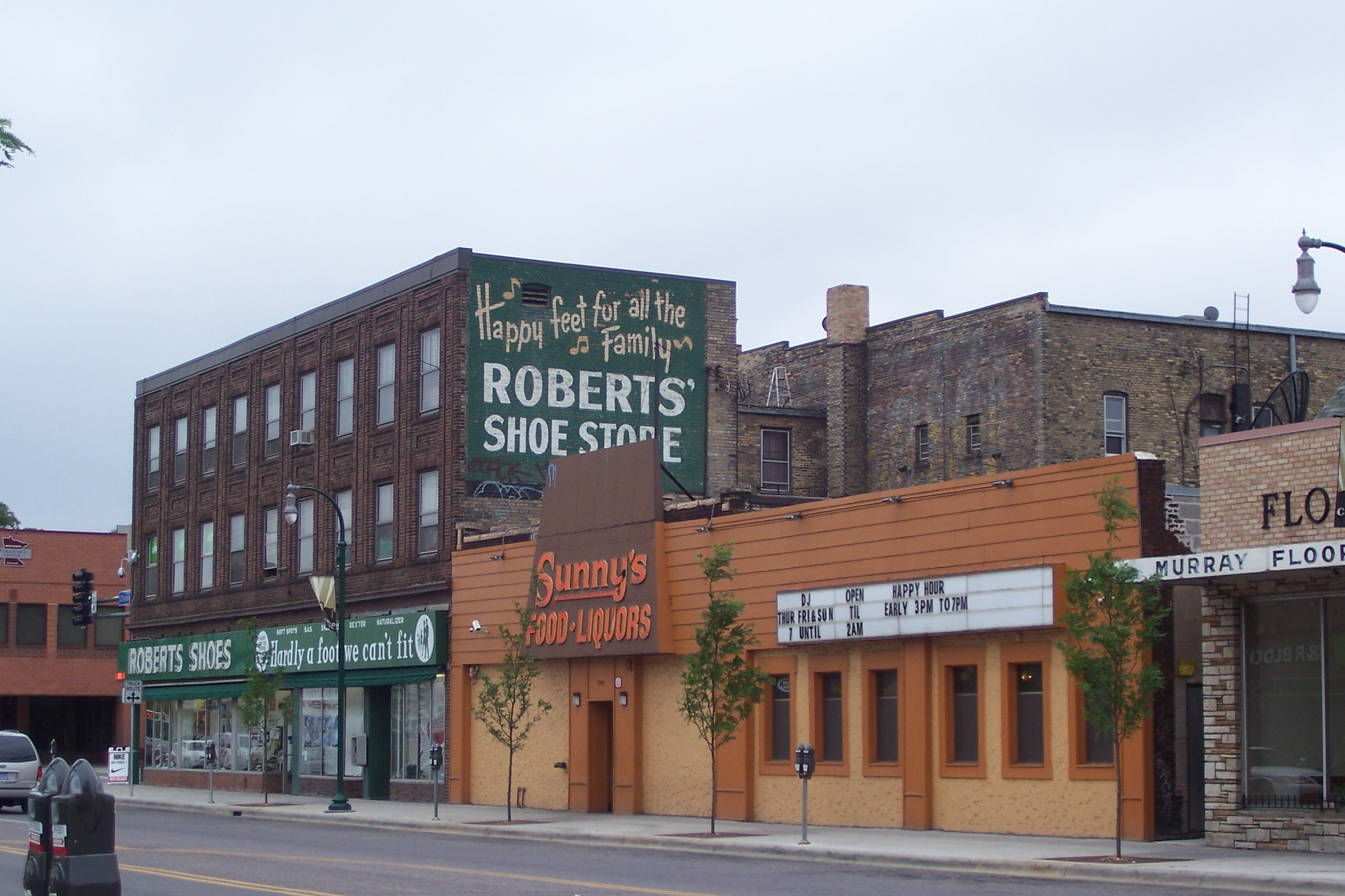
ミネアポリスのシカゴ通りとレイク通りの角にあるロバーツ・シューズ。ピルジグは『禅とオートバイ整備術』を執筆中にこの地に住んでいた。

ピルジグは、ミネアポリス南部の靴屋の2階に住み、ハネウェルの技術ライターとして働きながら、本の大半を執筆した。1974年、NPRとのインタビューで、パーシグは、この本の執筆に4年を要したと語っている。そのうちの2年間、パーシグはコンピュータのマニュアルを書く仕事を継続した。これにより、彼は尋常ならざるなスケジュールに陥り、非常に早く目を覚まし、午前2時から午前6時まで『禅とオートバイ修理技術』を書き、それから食事をして彼の日常の仕事に行くことになった。彼は昼休みに寝て、夕方6時頃に寝ることにした。パーシグは、同僚が自分が他の誰よりも「元気がない」ことに気づいたと冗談を言った。
彼の選んだタイトルは、オイゲン・ヘリゲルによる1948年の著書『弓と禅』（英訳題 Zen in the Art of Archery）のタイトルの明らかなもじりである（訳者もあとがきに書いている）。しかし序論の中でパーシグは「この本を、正統的な禅仏教の実際の修行について書かれた有名な著作と結びつけて考えないで欲しい。これは、オートバイとも同様に関係がない」と説明している。
ツーリングに使用されたホンダ・CB77は終生バーシグが所有し、死後に夫人によってスミソニアン博物館に寄贈された。

## テーマ

### 哲学的内容
この本の中で、語り手は彼の友人、ジョン・サザーランドの人生への「ロマンチックな」アプローチを行っている。ジョン・サザーランドは彼の新しいBMW R60/2をどのようにして維持するか考えないことにする。ジョンは単に自分のバイクで最高のものを望んでおり、問題が発生すると、彼はしばしば欲求不満になり、プロのメカニックに修理を頼らざるを得なくなる。対照的に、「古典的な(古臭い)」語り手は、合理的な問題解決スキルを使用して、自分で点検、修理のできる古いオートバイを持っている。古典的なアプローチの例では、語り手は1つが継続的に注意を払う必要があると説明する。たとえば、語り手と彼の友人がマイルズシティ、モンタナ州のマイルズシティに行くときに、彼は、エンジンを低回転させて、キャブレターの調整が必要であることに気がつく。翌日、彼はバイクのキャブレターのメインジェットを調整するためスパークプラグの焼けを確認した際にそれらが2本とも黒くかぶり気味であることに気づく。語り手は高い高度では空気が薄いため混合気が濃すぎると考え、別のジェットを取り付けて空燃比を調整することでエンジンは再び正常に動作するようになる。
これにより、この本は2つのタイプの性格を詳しく説明する。主にゲシュタルトに興味があり、合理的な分析ではなく、その瞬間にいることに焦点を当てたロマンチックな視点を持つ人と、詳細を知り、内部の仕組みを理解し、力学を習得しようとする人。この人はオートバイのメンテナンスに対する合理的な分析を適用した視点を持っている。サザーランドは、世界に対して排他的にロマンチックな態度を代表している。語り手は当初、古典的なアプローチを好んでいる。後になって、彼は両方の視点を理解し、中立を目指していることが明らかになる。彼は、テクノロジーとそれに伴う「非人間化された世界」が、ロマンチックな人には醜くて嫌悪感を持っているように見えることを理解している。彼は、そのような人々が人生のすべての経験をロマンチックな見方に押し込めようと決心していることを知っている。パーシグは技術の美しさを見ることができ、「心の安らぎを実現する」ことを目標とする機械的な仕事に満足している。この本は、オートバイのメンテナンスが、態度に応じて、退屈で退屈な苦痛または楽しくて楽しい娯楽である可能性があることを示している。

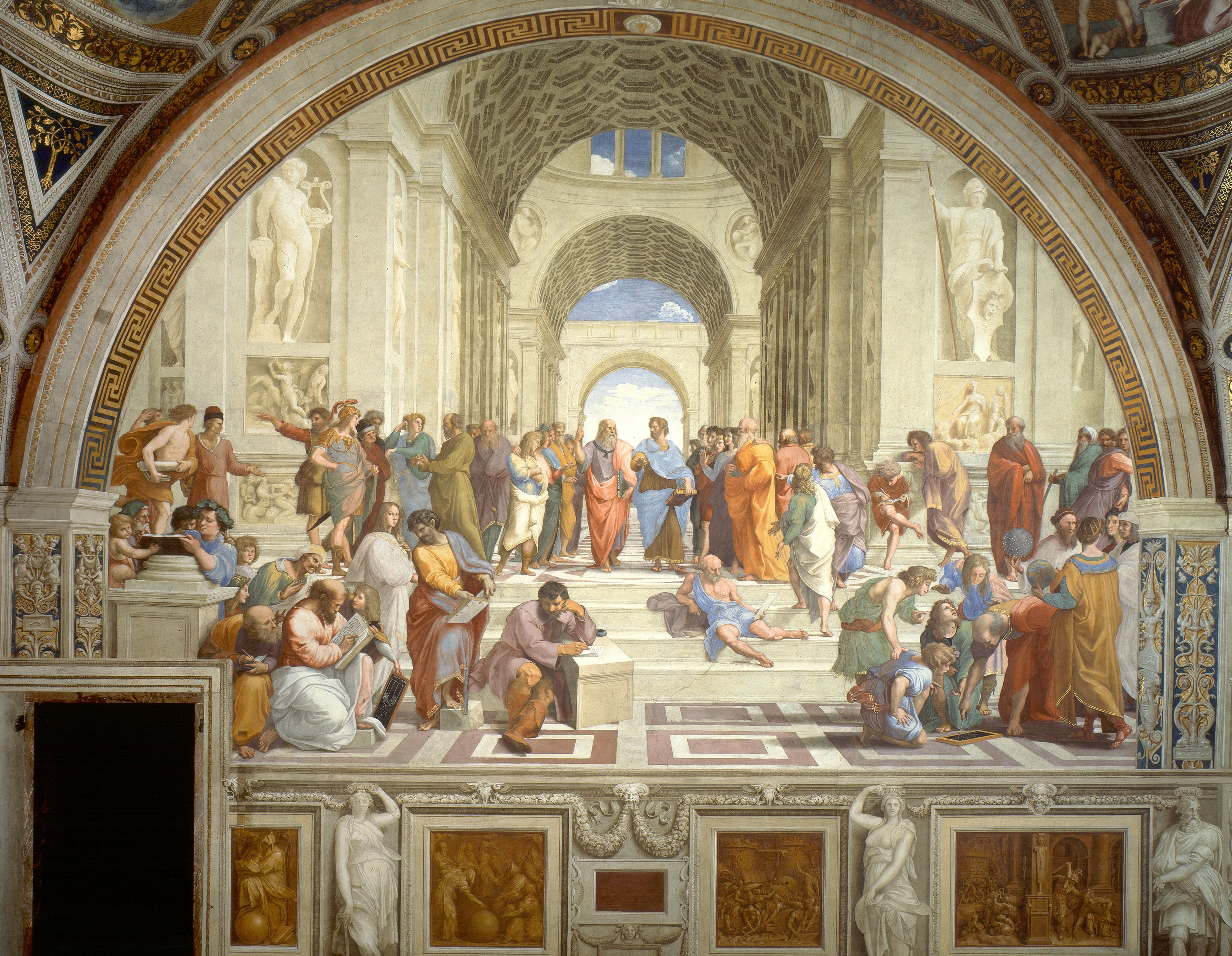
アテナイの学堂— ラファエロによる古代ギリシアの哲学者と科学者たち

語り手は、「純粋な真実」は「善」の力に対抗して真実の概念を確立していた初期のギリシャの哲学者の仕事に由来すると主張し、それが現代ではどのように追求されているのかを検証しようとする。彼は、合理的思考はある真実（または特定の真実）を見つけるかもしれないが、それがすべての個人の経験に完全かつ普遍的に適用できるとは限らないと主張する。それ故、求められるのは、より包括的で幅広い応用範囲を持つ人生へのアプローチである。彼はもともとギリシャ人は「クオリティ」と「真実」を区別していなかったと主張する。彼らギリシア人にとって、それはひとつにして同じもの、アレテー、即ち道徳的徳目)であった。そして、それが一度、別々のものとなったら、実際、人為的に(当時は必要であったわけだが)、それは今や世界で多くの欲求不満と不幸、特に現代の生活に対する全体的な不満の原因となっている。語り手は、合理的でしかもロマンチックという両面を持った世界の認識を目指している。これは、科学、理性、技術だけでなく、「不合理な」知恵と理解の源を包含することを意味している。特に、これには、どこからともなく来たように見え、（彼の見解では）合理的に説明できない創造性と直感の充満が含まれている必要がある。彼は合理性と禅のような「刹那に存在すること」が調和して共存できることを実証しようする。彼は、合理性とロマン主義のそのような組み合わせが潜在的により高い生活のクオリティをもたらすと示唆する。
パーシグのロマンチック/古典派の二分法は、ニーチェが『悲劇の誕生』で説明したディオニュソス/アポロンの二分法に類似していると指摘されている。たとえば、エドワード・W・L・スミスは彼の著書『セラピストの人』の中で、「パーシグは彼の人気の小説の中で、…アポロンとディオニュソスの世界観にも取り組み、それぞれ古典的理解とロマンチックな理解と名付けました」と書いている。

## 批評
この本の出版の時点で、クリストファー・レーマン・ハウプトは、「ニューヨークタイムズ」の書評で次のように書いている。

## 邦訳
- 『禅とオートバイ修理技術ー価値の探求：五十嵐美克訳／2008年早川文庫

## 関連文献
- エルネスト・チェ・ゲバラ『モーターサイクル・ダイアリーズ』角川文庫、2004年
- Lily Brooks-Dalton; "Motorcycles I've Loved: A Memoir"; 2015